# フライデー・ナイト
「フライデー・ナイト」は、日本のシンガーソングライター・なとりの楽曲。2023年3月31日に各音楽配信サービスにてリリースされた。

## 概要
「フライデー・ナイト」はシンガーソングライターのなとりが2022年6月にTikTokで公開したDemo版を、フルバージョンにリメイクした曲である。2023年3月にリリースされ、同日YouTubeにミュージックビデオが公開された。なおミュージックビデオのイラストはイラストレーターのピカタが担当している。
この曲はなとり初のタイアップ曲で、Spotifyの「その一曲に」のCMソングとして選ばれている。
2024年11月にストリーミング再生回数1億回を突破した。

## 収録曲
| #  | タイトル               | 作詞・作曲 | 時間  |
| -- | ---------------------- | ---------- | ----- |
| 1. | 「フライデー・ナイト」 | なとり     | 02:55 |